# Arthur Cumming
Arthur Warren Jack Cumming (* 8. Mai 1889 in Marylebone, Greater London; † 9. Mai 1914 in Hammersmith, London) war ein britischer Eiskunstläufer, der im Einzellauf und im Paarlauf startete.
Cumming gewann bei den Olympischen Spielen 1908 in London, den ersten, bei denen Eiskunstlauf im Programm war, die Silbermedaille hinter Nikolai Panin in der Konkurrenz der Spezialfiguren, die es nur bei diesen Olympischen Spielen gab. Mit 19 Jahren war er der jüngste Teilnehmer im Eiskunstlauf bei diesen Olympischen Spielen.
In den Jahren 1912 und 1914 wurde Cumming britischer Meister im Einzellauf. Bei den Weltmeisterschaften 1912 belegte er im Einzellauf den fünften Platz und nahm daneben noch im Paarlauf an der Seite einer Mrs. Cadogan teil, mit der er den siebten Platz belegte. 1913 startete er nur noch im Paarlauf mit Mrs. Cadogan und wurde erneut Siebter.
Im Mai 1914 hatte Cumming einen Motorradunfall in dessen Folge er an Tetanus erkrankte und wenig später starb.

## Ergebnisse

### Spezialfiguren
| Wettbewerb / Jahr | 1908 |
| ----------------- | ---- |
| Olympische Spiele | 2.   |

### Einzellauf
| Wettbewerb / Jahr         | 1912 | 1914 |
| ------------------------- | ---- | ---- |
| Weltmeisterschaften       | 5.   |      |
| Britische Meisterschaften | 1.   | 1.   |

### Paarlauf
(mit Mrs. Cadogan)
| Wettbewerb / Jahr   | 1912 | 1913 |
| ------------------- | ---- | ---- |
| Weltmeisterschaften | 7.   | 7.   |